# Oristà
Oristà ist eine katalanische Gemeinde (Municipio) mit 569 Einwohnern (Stand: 2024) in der Provinz Barcelona im Nordosten Spaniens. Sie liegt in der Comarca Osona. Zur Gemeinde gehören neben dem gleichnamigen Hauptort auch die Ortschaften La Torre d’Oristà und El Raval de Sant Feliu.

## Geographie
Oristà liegt etwa 72 Kilometer nördlich von Barcelona in einer Höhe von ca. 470 m. 

## Demografie
| 1900 | 1930 | 1950 | 1970 | 1981 | 1991 | 2001 | 2011 | 2021 |
| ---- | ---- | ---- | ---- | ---- | ---- | ---- | ---- | ---- |
| 980  | 1503 | 1498 | 1129 | 963  | 922  | 633  | 561  | 547  |

## Sehenswürdigkeiten

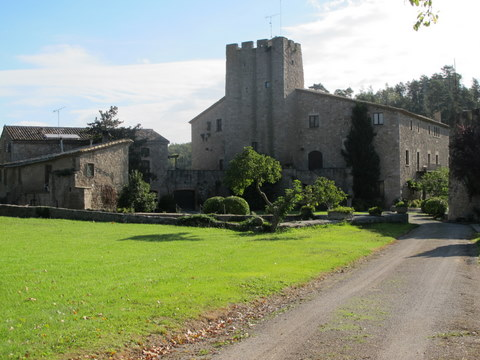
Burg Olost
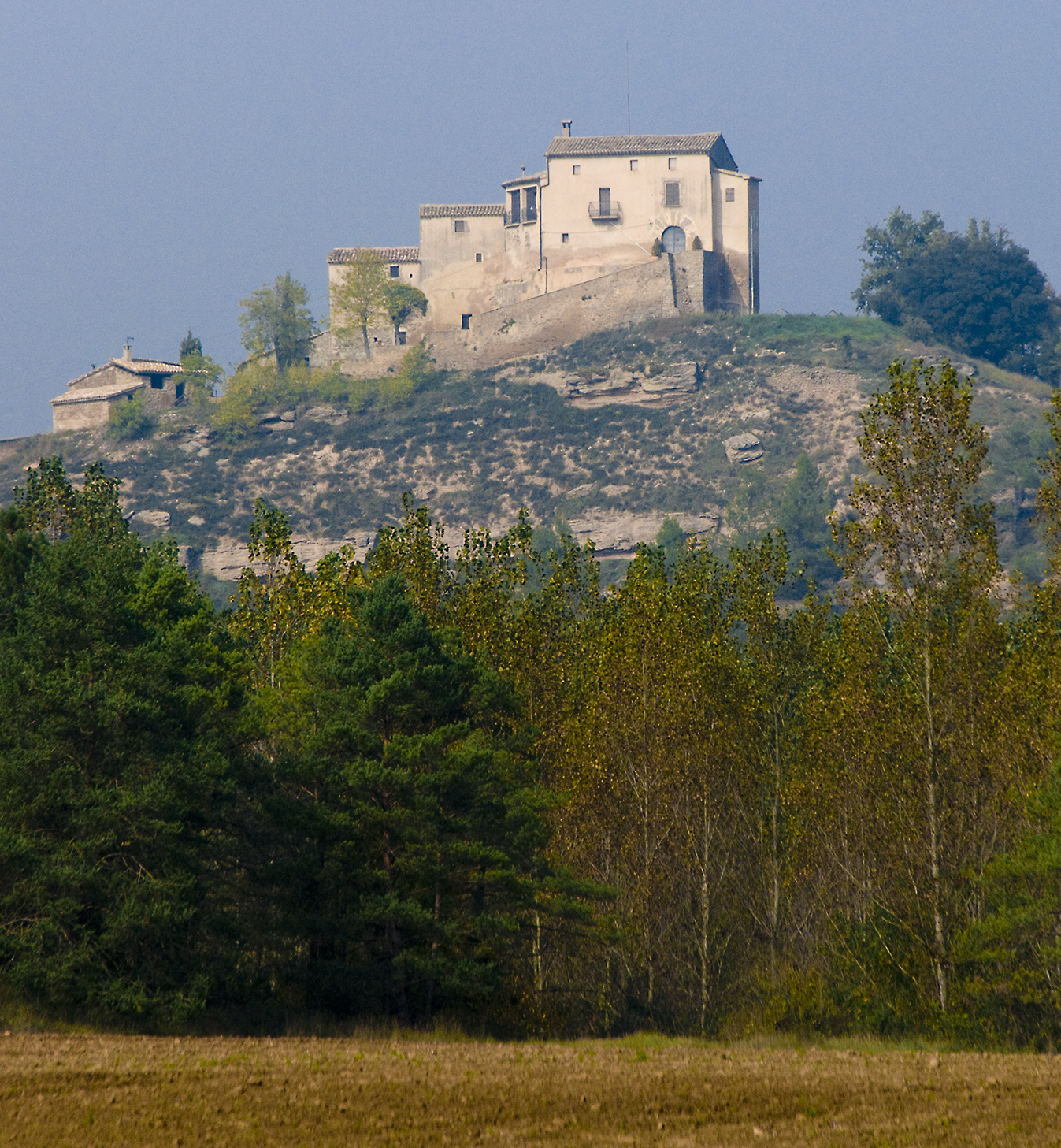
Burganlage von Tornamira
- Andreaskirche
- Nazariuskirche
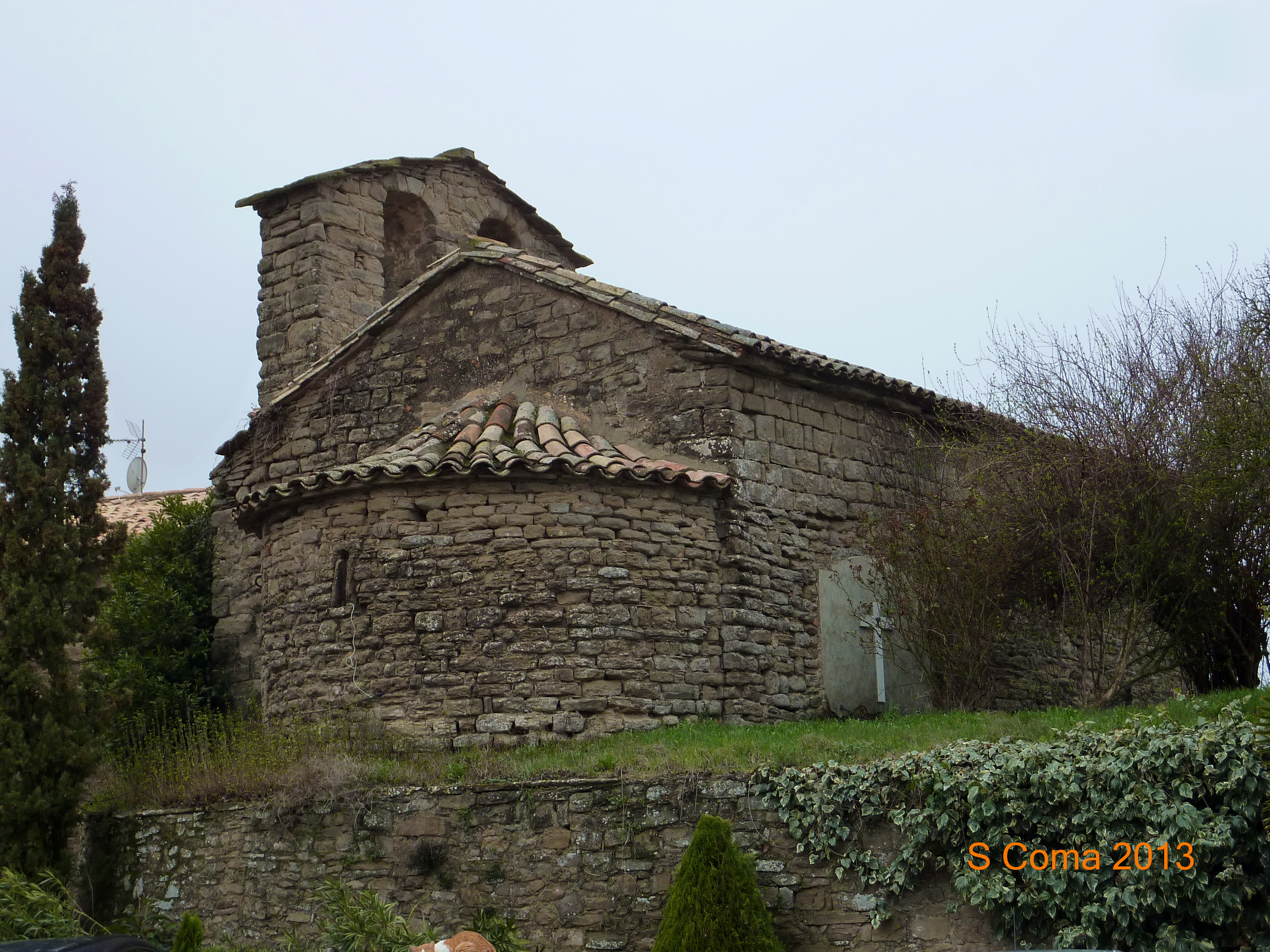
Salvatorkirche
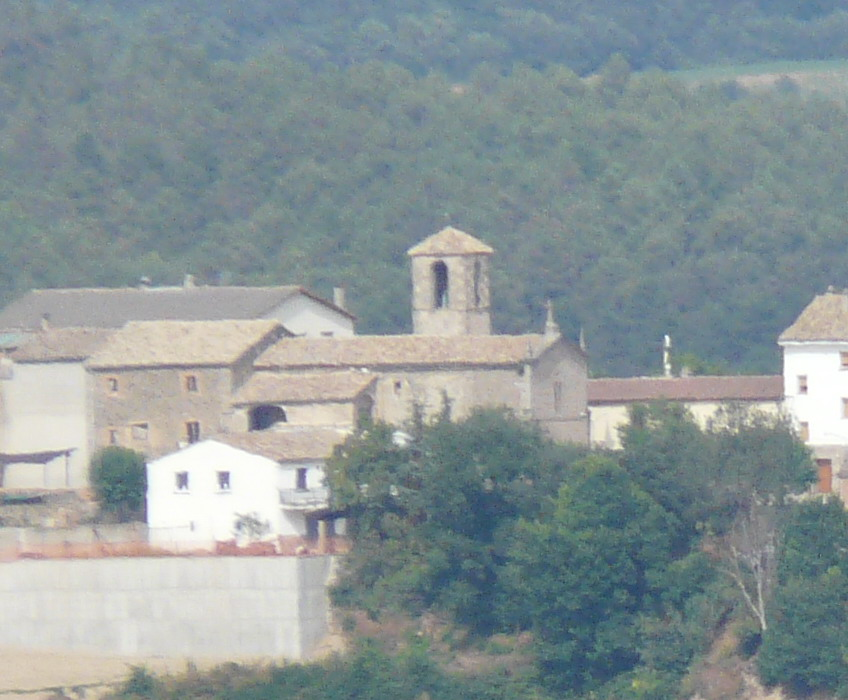
Marienkirche

- Marienkirche in La Torre d’Oristà
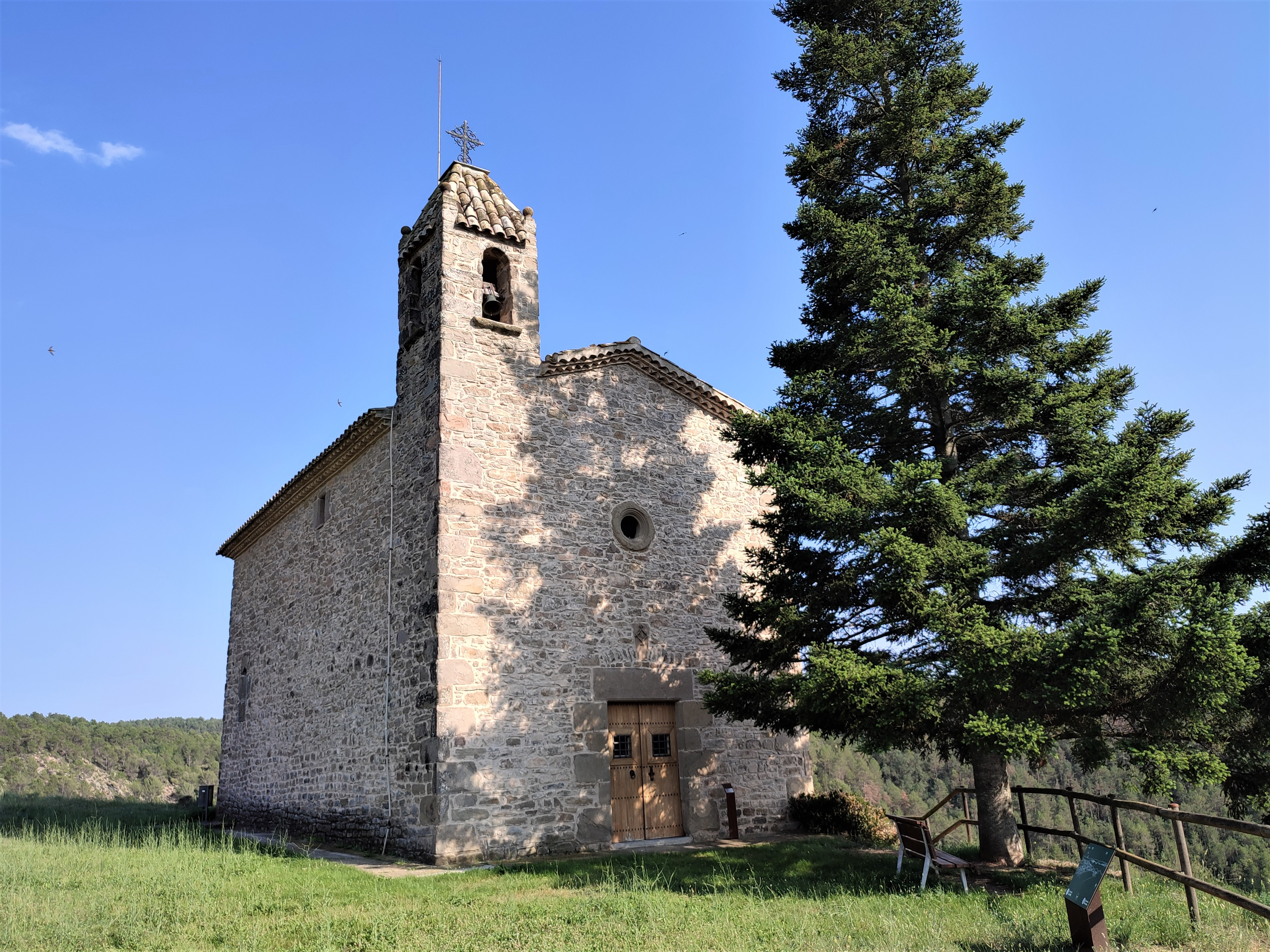
Sebastianuskapelle

- Burg Olost
- Burganlage Tornamira
- Salvatorkirche
- Marienkirche
- Sebastianuskapelle